# Jane Huang
Jane Huang (chino: 黃美珍, pinyin: Huang Mei Zhen; nacida el 19 de enero de 1983) es una cantante taiwanesa. Ella nació en el condado de Taitung. Ella desciende de un pueblo indígena de los "puyuma". En 2007, terminó su séptima competencia de canto, en el evento musical de "One Million Star Taiwanese". Contó con un fuerte apoyo de parte de sus fanes, se convirtió en ganadora tras los conteos de votos populares. Actualmente ella es miembro de una banda musical llamada Yuming Lai.

## Discografía

### Con Y2J
| Álbum # | Título       | Información |
| ------- | ------------ | --- |
| 2.º     | Live For You | - Lanzamiento: 25 de agosto de 2008 - Idioma: Chino mandarín - Sello: Universal Music Taiwan - Estilo: pop mandarín (Mandopop), Rock taiwanés |
| 1.º     | Guardian     | - Lanzamiento: 11 de junio de 2010 - Idioma: Chino mandarín - Sello: Universal Music Taiwan - Estilo: pop mandarín (Mandopop), Rock taiwanés  |

### Lista de canciones
Live For You (edición estándar)
1. 為你而活 / Live For You / Wei Ni Er Huo
2. 武裝的薔薇 / Armed Rose / Wu Zhuang De Qiang Wei
3. 愛在末日前 / Love Before Doomsday / Ai Zai Mo Ri Qian
4. 理由 / Reasons / Li You>
5. 愛鍊 / Chains Of Love /Ai Lian
6. Be Your Love
7. 草戒指 / Grass Ring / Cao Jie Zhi
8. 終結 / The End / Zhong Jie
9. 美麗 / Beauty / Mei Li
10. 不放 / Not Letting Go / Bu Fang

Live For You (edición deluxe)
1. 為你而活 / Live For You / Wei Ni Er Huo
2. 武裝的薔薇 / Armed Rose / Wu Zhuang De Qiang Wei
3. 愛在末日前 / Love Before Doomsday / Ai Zai Mo Ri Qian
4. 理由 / Reasons / Li You
5. 愛鍊 / Chains Of Love /Ai Lian
6. Be Your Love
7. 草戒指 / Grass Ring / Cao Jie Zhi
8. 終結 / The End / Zhong Jie
9. 美麗 / Beauty / Mei Li
10. 不放 / Not Letting Go / Bu Fang
11. 法仔鼓 / France Young Drum / Fa Zi Gu
12. Se-Ma-Se-Nay Ku
13. 組曲:理由/愛鍊 / Zuqu: Li You/Ai Lian / Suite: Reasons/Chains of Love

Guardian
1. 崩裂前聲嘶力竭
2. 守護者 (主唱︰黃美珍)
3. 好想為你哭 (主唱︰賴銘偉)
4. 寬恕
5. 轉淚點 (主唱︰賴銘偉)
6. 跟我一起怪 (主唱︰黃美珍)
7. 信徒
8. 耶路撒冷
9. 捍衛真愛
10. Q & A
11. 親愛的是我 (Demo版) (主唱︰賴銘偉) (Hidden Track)